# Windsurf World Cup
Der Windsurf World Cup ist die Profi-Regattaserie, in der Windsurf-Weltmeister in mehreren Disziplinen ermittelt werden. Sie wird seit 1983 ausgetragen und seit 1996 von der Professional Windsurfers Association (PWA) unter dem Namen PWA Worldtour geführt.
Der Windsurf World Cup ist der höchstdotierte Wettbewerb der Windsurfer. In einer einzelnen Disziplin erreicht das Preisgeld teilweise 55.000 €. Das gesamte Preisgeld bei den einzelnen Veranstaltungen beträgt bis zu 120.000 € (World Cup Sylt). Der Windsurf World Cup versucht den Sport medienwirksam zu vermarkten und erreicht weltweit die höchste Medienpräsenz aller Windsurfregatten. Seit 2011 können die Wettkämpfe mit Ben Proffitt als Kommentator durch Live-Streaming und Live-Wertung auf der Internetseite der PWA mitverfolgt werden.
Die Regattaserie wird jährlich an verschiedenen Surfspots ausgetragen. Je nach Surfspot finden Wettbewerbe unterschiedlicher Disziplinen statt. Bei einem Grand Slam werden mehrere Disziplinen gefahren. Kann ein Veranstalter genügend Preisgeld aufbringen und eine attraktive Veranstaltung anbieten, hat er die Möglichkeit eine Regatta bei der PWA als World Cup registrieren lassen. In der Anfangszeit wurden nur wenige World Cups veranstaltet. Anfang der neunziger Jahre wurden bis zu vierzig World Cups gefahren, in den letzten Jahren sind es zehn bis fünfzehn Veranstaltungen pro Jahr.
Der Windsurf World Cup wurde ursprünglich von der World Sailboards Manufacturers Association (WSMA), einer Herstellervereinigung, veranstaltet. 1987 gründeten die Sportler beim World Cup in Guadeloupe die Professional Boardsailors Association (PBA). 1995 wurde die PBA wegen Überschuldung liquidiert und die PWA von den aktiven Sportlern als Nachfolgeorganisation gegründet.

## Disziplinen
Aktuell werden von der PWA Regatten in den Disziplinen Waveriding, Freestyle und Slalom 42 und Foil veranstaltet.
Von 2003 bis 2006 wurde außerdem die Disziplin Super-X ausgefahren. Davor wurden Titel im Slalom, Kursrennen, Racing und ein Overall-Titel vergeben. Gelegentlich werden Wettbewerbe in der Halle ausgetragen.
Andere Organisationen vergeben den Speed-Weltmeistertitel (International Speed World Cup, ISWA, vormals ISA) oder Titel in bestimmten Brettklassen (International Sailing Federation, ISAF).

### Waveriding

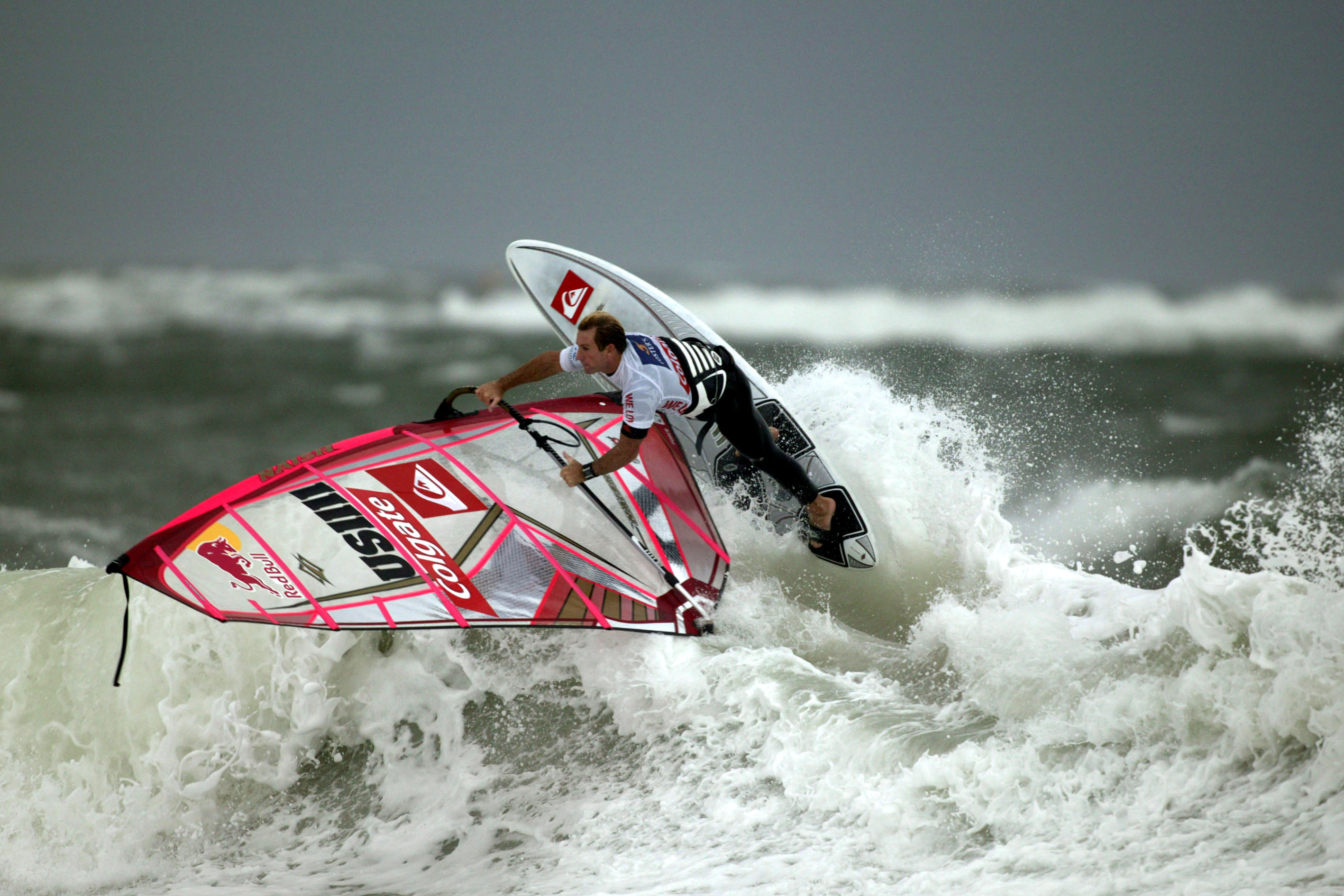
Robby Naish beim World Cup vor Sylt, 2006

Die Wave-Disziplin wird oft als Königsklasse bezeichnet. Der Wettkampf wird bei ausreichend Wellen in der Brandungszone ausgetragen. Je zwei Fahrer treten im K.-o.-System gegeneinander an. In einem ca. 15-minütigen Lauf werden Sprünge über die Wellen und das Abreiten der Wellen durch Kampfrichter bewertet. Je nach Bedingungen werden bis zu zwei Wellenritte (Waveriding, bei guten Wellen) und bis zu zwei Sprünge (Jump, bei starkem Wind) gewertet.

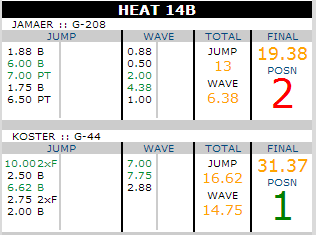
Live-Wave-Wertung zwischen Leon Jamaer und Philip Köster beim World Cup Cold Hawaii 2013, Klitmøller

### Freestyle

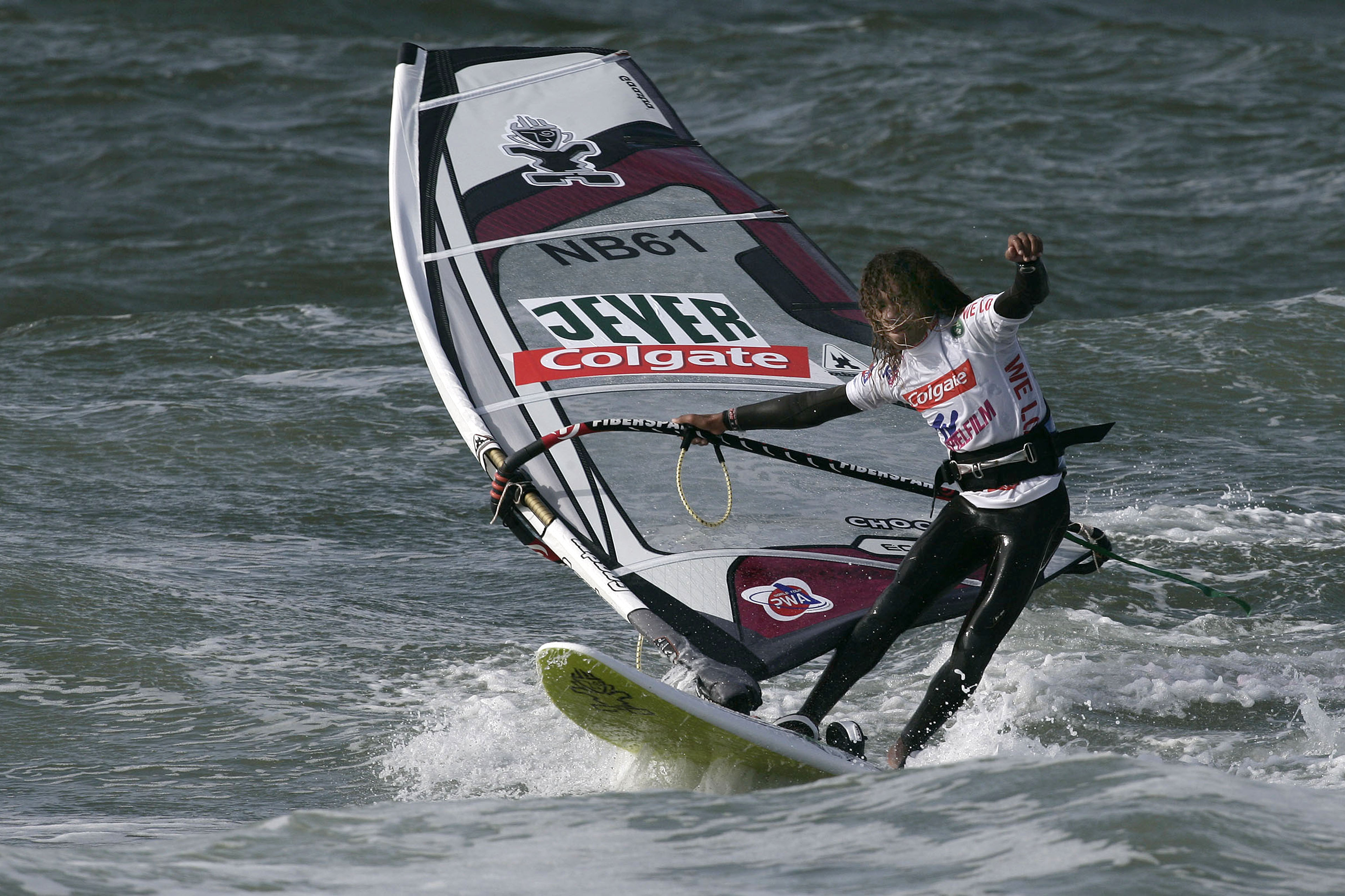
Kiri Thode beim Freestyle

Die Disziplin Freestyle kam im Jahr 1998 hinzu. Seitdem hat Freestyle sich stark weiterentwickelt: Ziel ist es, möglichst ausgefallene Tricks mit Brett und Segel zu zeigen. Die Schwierigkeit liegt auch darin, die ständig neuen Freestylemoves rasch zu erlernen und sicher zu beherrschen. Die jeweils beste Ausführungen jeder Kategorie wird in der Wertung berücksichtigt. Der Fahrer mit den meisten Punkten gewinnt.
Im Waveriding und Freestyle treten zwei Fahrer im K.-o.-System gegeneinander an. Bis zu vier Athleten können pro Entscheidung auf dem Wasser sein. Die jeweiligen Ersten kommen eine Runde weiter. Aus den am Ende verbliebenen zwei Akteuren wird im Endlauf der Gewinner der Single Elimination (Hinrunde) ermittelt. Der Sieger ist gleichzeitig World-Cup-Sieger, sofern z. B. aufgrund der Wetterbedingungen keine weiteren Wettfahrten mehr möglich sind. Falls es die Bedingungen jedoch zulassen, wird eine Double-Elimination gestartet. Der Gewinner dieser ebenfalls im K.-o.-System ausgetragenen Rückrunde trifft im Endlauf auf den Gewinner der Single Elimination. Diesem reicht ein Sieg, um die Gesamtwertung des Wettbewerbs zu gewinnen. Sein Herausforderer braucht dagegen zwei Finalerfolge für den Gesamtsieg. Beim Freestyle dürfen pro Event maximal zwei Single und zwei Double Eliminations gefahren werden, während beim Waveriding nur eine Single und eine Double Elimination erlaubt ist.
Beim Freestyle und Waveriding muss sich der Athlet innerhalb einer Wettkampfzone aufhalten, damit seine Ausführungen gewertet werden. Internationale erfahrene Kampfrichter benoten Höhe und die Schwierigkeit der gezeigten Sprünge und Manöver sowie die Qualität der Gesamtdarbietung.

### Racing: Slalom / Slalom 42 / Slalom X
Beim Slalom geht es darum, möglichst schnell um einen Kurs, der mit Bojen abgesteckt ist, zu fahren. Der Kurs hat die Form einer Acht (Figure Eight) oder ähnelt einem 'W' das nach Lee abgefahren wird (Downwind Slalom). Die Schenkel der Kurse sind kurz im Vergleich zu einem Kursrennen. Für einen Sieg sind Angleiten, Beschleunigung und Halsen ausschlaggebend.
1995 wurden Slalom und Kursrennen zu einer Wertung zusammengefasst, dem Racing. Flexiblere Kurse wurden eingeführt.
Da die Kurse recht klein sind, wird der Slalom in einem K.-o.-System ausgeführt, in dem ca. 10 Fahrer in einem Lauf gegeneinander antreten.

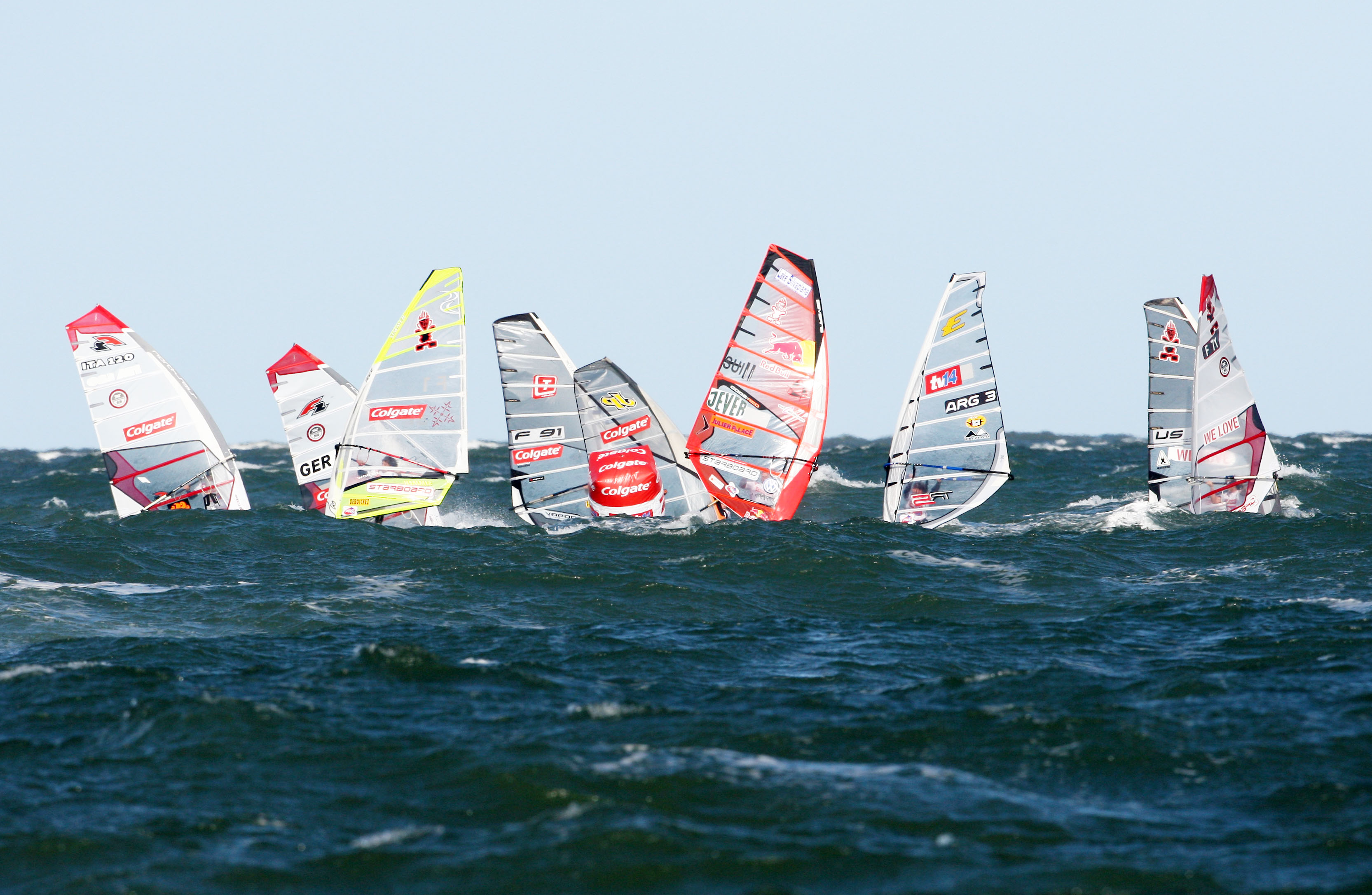
Slalom 42

2006 wurde das Racing durch Slalom 42 abgelöst. Die Kurse entsprechen dem Slalom. Nach aktuellem Reglement stehen den Kontrahenten vier Seriensegel und zwei Serienboards zur Verfügung („42“), die sie selbst wählen können. Dies eröffnet einer breiteren Fahrerschicht Chancen auf den Sieg, da nicht beliebig viel Material angeschafft werden kann und erleichtert Reisen mit dem Material.

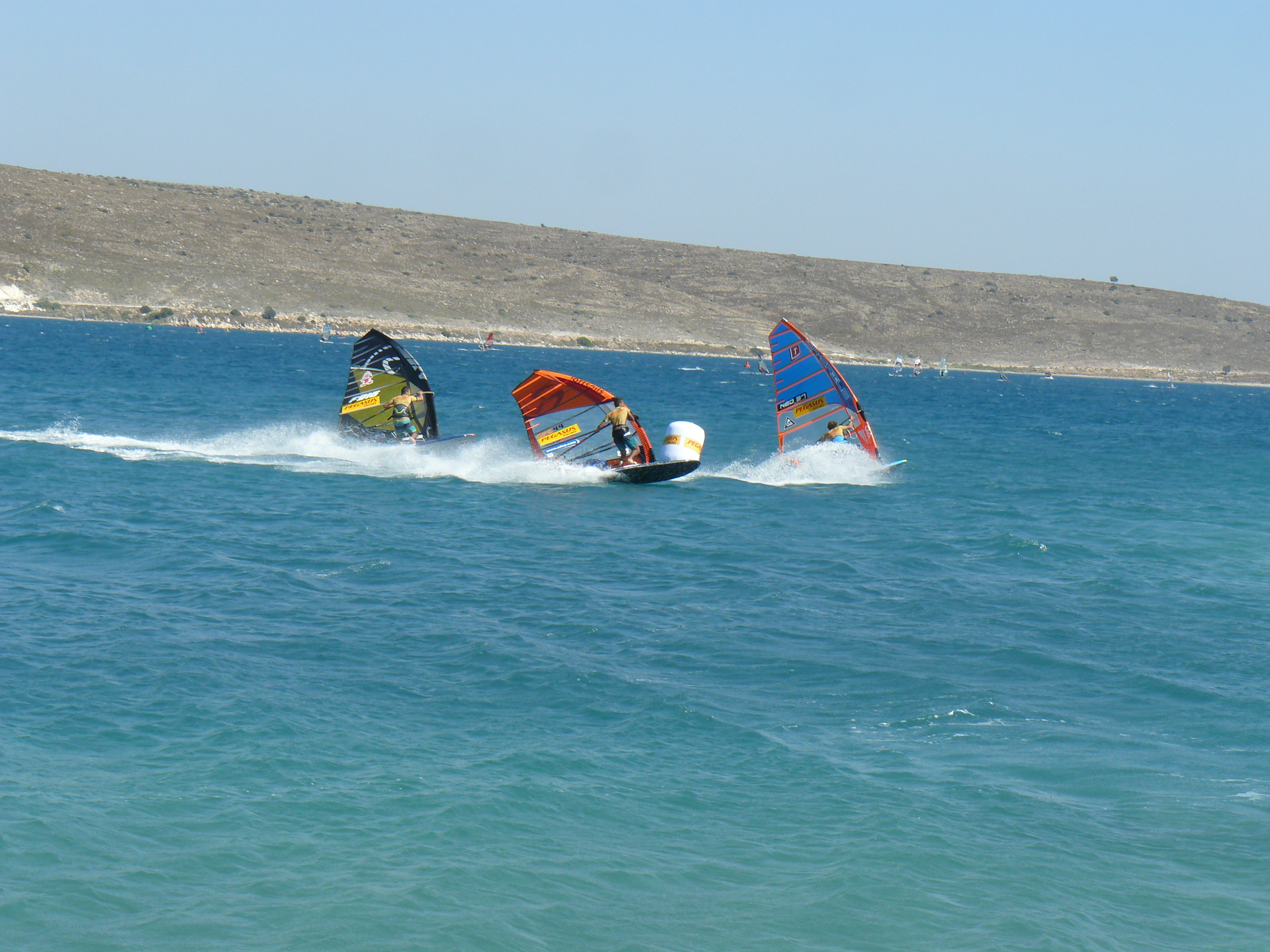
Pascal Toselli, Tristan Algret und Ben Van Der Steen an der Halsentonne im ersten Lauf des World Cup Alacati, 2014.

Beim Slalom 42 können bis zu vier Entscheidungen pro Tag ausgefahren werden. Das Teilnehmerfeld wird in jeder dieser Ausscheidungsrunden auf Gruppen von bis zu zehn Startern verteilt. Die jeweils besten 50 % erreichen die nächste Runde, bis maximal 10 Teilnehmer übrig bleiben. Diese bestreiten das Finale. Die Verlierer der Halbfinale kämpfen im Losers Final um die weiteren Plätze. Maximal sind fünfzehn Entscheidungsrunden pro Event zugelassen. Der Gewinner bekommt 0,7 Punkte, die Zähler der Nachfolgenden sind identisch mit ihrer Platzierung. Gesamtsieger wird der Slalomfahrer mit der niedrigsten Punktezahl über alle in einer Veranstaltung gefahrenen Rennen.
2024 wurden Slalom X Rennen eingeführt. In diesem Format können Beachstart und/oder -finish, Hindernisse oder Schikanen auf dem Kurs genutzt werden, um den Rennverlauf komplexer zu gestalten. Eines von vier Rennen findet als traditionelles Slalomrennen statt. Der erste Wettbewerb in diesem Format wurde vom 28. Juni – 7. Juli 2024 für Damen und Herren auf Gran Canaria ausgetragen.

### Junior World Cup
Nachdem es immer wieder Junioren Heats bei World Cup Events gab und Weltmeister gekürt wurden, führte die PWA 2018 eine eigene Tour ein.

### Ehemalige Disziplinen
Super X 
Im Super X (Super Cross) Rennen mussten vorgeschriebenen Sprünge und Manöver gezeigt werden. Auf dem Kurs wurden Hindernisse platziert die übersprungen werden mussten. Der Super X wurde 2003 eingeführt und wird seit 2007 nicht mehr veranstaltet.
Indoor
Ab 1990 fanden gelegentlich Slalom und Freestyle World Cups in der Halle statt. Der Wind wird mit einer Reihe von Ventilatoren erzeugt. Die Ergebnisse wurden in einer eigenen Wertung geführt. 2014 hat das letzte Indoor-Rennen in Warschau stattgefunden.
Overall
In den Anfangsjahren hat die PWA einen Overall-Titel vergeben. Dieser wurde aus den Platzierungen im Waveriding, Kursrennen und Slalom bzw. später Racing berechnet. Die Freestylewertung wurde nicht berücksichtigt. Da heute nur noch wenige Fahrer mehrere Disziplinen bestreiten, wird dieser Titel nicht mehr vergeben.
Kursrennen 
Bei einem Kursrennen sind alle Teilnehmer gleichzeitig um einen größeren Kurs gefahren. Der Kurs enthält eine Kreuz und einen Raumschotkurs. Start und Ziel liegen nah beieinander. Kursrennen können bei relativ leichtem Wind gestartet werden. Das Material muss gut Höhe laufen können. Beim Kursrennen wurden in den Anfangsjahren noch Bretter mit Schwert eingesetzt. Es entspricht am ehesten dem klassischen Regattasegeln. Aufgrund des hohen Organisationsaufwands und der geringen Zuschauerfreundlichkeit werden heute von der PWA keine Kursrennen mehr veranstaltet.

## Weltmeistertitel
Die Titel 1983–1987 wurden von der WBA vergeben.
Die Titel 1988–1995 wurden von der PBA vergeben.

### Männer
| Saison | Overall          | Wave                   | Freestyle              | Slalom / Racing / Slalom 42     | Kursrennen / Foil      | Super-X        |
| ------ | ---------------- | ---------------------- | ---------------------- | ------------------------------- | ---------------------- | -------------- |
| 1983   | Robby Naish      | Robby Naish            | –                      | Robby Naish                     | Robby Naish            | –              |
| 1984   | Robby Naish      | Robby Naish            | –                      | Robby Naish                     | Robby Naish            | –              |
| 1985   | Robby Naish      | Pete Cabrinha          | –                      | Robby Naish                     | Tim Aagesen            | –              |
| 1986   | Robby Naish      | Robby Naish            | –                      | Robby Naish                     | Stephan van den Berg   | –              |
| 1987   | Robby Naish      | Robby Naish            | –                      | Anders Bringdal                 | Stephan van den Berg   | –              |
| 1988   | Bjørn Dunkerbeck | Robby Naish            | –                      | Bjørn Dunkerbeck                | Anders Bringdal        | –              |
| 1989   | Bjørn Dunkerbeck | Robby Naish            | –                      | Bjørn Dunkerbeck                | Phil McGain            | –              |
| 1990   | Bjørn Dunkerbeck | Bjørn Dunkerbeck       | –                      | Bjørn Dunkerbeck                | Bjørn Dunkerbeck       | –              |
| 1991   | Bjørn Dunkerbeck | Robby Naish            | –                      | Bjørn Dunkerbeck                | Bjørn Dunkerbeck       | –              |
| 1992   | Bjørn Dunkerbeck | Bjørn Dunkerbeck       | –                      | Bjørn Dunkerbeck                | Bjørn Dunkerbeck       | –              |
| 1993   | Bjørn Dunkerbeck | Bjørn Dunkerbeck       | –                      | Bjørn Dunkerbeck                | Bjørn Dunkerbeck       | –              |
| 1994   | Bjørn Dunkerbeck | Bjørn Dunkerbeck       | –                      | Bjørn Dunkerbeck                | Bjørn Dunkerbeck       | –              |
| 1995   | Bjørn Dunkerbeck | Bjørn Dunkerbeck       | –                      | Bjørn Dunkerbeck                | –                      | –              |
| 1996   | Bjørn Dunkerbeck | Patrice Belbeoch'h     | –                      | Bjørn Dunkerbeck                | –                      | –              |
| 1997   | Bjørn Dunkerbeck | Jason Polakow          | –                      | Bjørn Dunkerbeck                | –                      | –              |
| 1998   | Bjørn Dunkerbeck | Jason Polakow          | Bjørn Dunkerbeck       | Bjørn Dunkerbeck                | –                      | –              |
| 1999   | Bjørn Dunkerbeck | Bjørn Dunkerbeck       | Josh Stone             | Bjørn Dunkerbeck                | –                      | –              |
| 2000   | Kevin Pritchard  | Francisco Goya         | Josh Stone             | Kevin Pritchard                 | –                      | –              |
| 2001   | –                | Bjørn Dunkerbeck       | Antoine Albeau         | –                               | –                      | –              |
| 2002   | –                | Kevin Pritchard        | Matt Pritchard         | Steve Allen                     | –                      | –              |
| 2003   | –                | Josh Angulo            | Ricardo Campello       | Micah Buzianis                  | –                      | Kauli Seadi    |
| 2004   | –                | Scott McKercher        | Ricardo Campello       | Antoine Albeau                  | –                      | Matt Pritchard |
| 2005   | –                | Kauli Seadi            | Ricardo Campello       | Bjørn Dunkerbeck Micah Buzianis | –                      | Matt Pritchard |
| 2006   | –                | Kevin Pritchard        | Gollito Estredo        | Antoine Albeau                  | –                      | Antoine Albeau |
| 2007   | –                | Kauli Seadi            | Marcilio Browne        | Antoine Albeau                  | –                      | –              |
| 2008   | –                | Kauli Seadi            | Gollito Estredo        | Antoine Albeau                  | –                      | –              |
| 2009   | –                | Josh Angulo            | Gollito Estredo        | Antoine Albeau                  | –                      | –              |
| 2010   | –                | Víctor Fernández López | Gollito Estredo        | Antoine Albeau                  | –                      | –              |
| 2011   | –                | Philip Köster          | Steven van Broeckhoven | Bjørn Dunkerbeck                | –                      | –              |
| 2012   | –                | Philip Köster          | Gollito Estredo        | Antoine Albeau                  | –                      | –              |
| 2013   | –                | Marcilio Browne        | Kiri Thode             | Antoine Albeau                  | –                      | –              |
| 2014   | –                | Thomas Traversa        | Gollito Estredo        | Antoine Albeau                  | –                      | –              |
| 2015   | –                | Philip Köster          | Dieter van der Eyken   | Antoine Albeau                  | –                      | –              |
| 2016   | –                | Víctor Fernández López | Gollito Estredo        | Matteo Iachino                  | –                      | –              |
| 2017   | –                | Philip Köster          | Gollito Estredo        | Antoine Albeau                  | –                      | –              |
| 2018   | –                | Víctor Fernández López | Gollito Estredo        | Antoine Albeau                  | Gonzalo Costa Hoevel * | –              |
| 2019   | –                | Philip Köster          | Yentel Caers           | Pierre Mortefon                 | Nicolas Goyard *       | –              |
| 2021   | –                | –                      | Amado Vrieswijk        | Nicolas Goyard                  | –                      | –              |
| 2022   | –                | Marcilio Browne        | Adrien Bosson          | Maciek Rutkowski                | –                      | –              |
| 2023   | –                | Marcilio Browne        | Yentel Caers           | Matteo Iachino                  | –                      | –              |

### Frauen
| Saison | Overall            | Wave                            | Freestyle             | Slalom / Racing / Slalom 42 | Kursrennen / Foil         | Super-X            |
| ------ | ------------------ | ------------------------------- | --------------------- | --------------------------- | ------------------------- | ------------------ |
| 1984   | Nathalie Le Lievre | Jil Boyer Julie de Werd         | –                     | Julie de Werd               | Nathalie Le Lievre        | –                  |
| 1985   | Nathalie Le Lievre | Shawne O’Neill                  | –                     | Nathalie Le Lievre          | Nathalie Le Lievre        | –                  |
| 1986   | Nathalie Le Lievre | Dana Dawes Natalie Siebel       | –                     | Dana Dawes                  | Anick Graveline           | –                  |
| 1987   | Anick Graveline    | Dana Dawes                      | –                     | Anick Graveline             | Britt Dunkerbeck          | –                  |
| 1988   | Nathalie Le Lievre | Natalie Siebel                  | –                     | Nathalie Le Lievre          | Nathalie Le Lievre        | –                  |
| 1989   | Nathalie Le Lievre | Angela Cocheran                 | –                     | Nathalie Le Lievre          | Nathalie Le Lievre        | –                  |
| 1990   | Britt Dunkerbeck   | Natalie Siebel                  | –                     | Britt Dunkerbeck            | Britt Dunkerbeck          | –                  |
| 1991   | Jutta Müller       | Angela Cocheran                 | –                     | Britt Dunkerbeck            | Jutta Müller              | –                  |
| 1992   | Britt Dunkerbeck   | Natalie Siebel                  | –                     | Jutta Müller                | Jutta Müller              | –                  |
| 1993   | Jessica Crisp      | Jessica Crisp                   | –                     | Jutta Müller                | Britt Dunkerbeck          | –                  |
| 1994   | Jessica Crisp      | Natalie Siebel                  | –                     | Jutta Müller                | Alessandra Sensini        | –                  |
| 1995   | Nathalie Le Lievre | Nathalie Le Lievre              | –                     | Nathalie Le Lievre          | –                         | –                  |
| 1996   | Nathalie Le Lievre | Jutta Müller Nathalie Le Lievre | –                     | Nathalie Le Lievre          | –                         | –                  |
| 1997   | Nathalie Le Lievre | Nathalie Le Lievre              | –                     | Nathalie Le Lievre          | –                         | –                  |
| 1998   | Karin Jaggi        | Karin Jaggi                     | –                     | Karin Jaggi                 | –                         | –                  |
| 1999   | Karin Jaggi        | Iballa Ruano Moreno             | Karin Jaggi           | Karin Jaggi                 | –                         | –                  |
| 2000   | Daida Ruano Moreno | Daida Ruano Moreno              | Toni Frey Karin Jaggi | Lucienne Ernst              | –                         | –                  |
| 2001   | –                  | Daida Ruano Moreno              | Colette Gudagnino     | –                           | –                         | –                  |
| 2002   | –                  | Daida Ruano Moreno              | Karin Jaggi           | Dorota Staszewska           | –                         | –                  |
| 2003   | –                  | Daida Ruano Moreno              | Daida Ruano Moreno    | Dorota Staszewska           | –                         | –                  |
| 2004   | –                  | Daida Ruano Moreno              | Daida Ruano Moreno    | Allison Shreeve             | –                         | –                  |
| 2005   | –                  | Daida Ruano Moreno              | Daida Ruano Moreno    | Karin Jaggi                 | –                         | Karin Jaggi        |
| 2006   | –                  | Iballa Ruano Moreno             | Daida Ruano Moreno    | Karin Jaggi                 | –                         | Daida Ruano Moreno |
| 2007   | –                  | Iballa Ruano Moreno             | Daida Ruano Moreno    | Karin Jaggi                 | –                         | –                  |
| 2008   | –                  | Daida Ruano Moreno              | Sarah-Quita Offringa  | Karin Jaggi                 | –                         | –                  |
| 2009   | –                  | Daida Ruano Moreno              | Sarah-Quita Offringa  | Valérie Arrighetti-Ghibaudo | –                         | –                  |
| 2010   | –                  | Daida Ruano Moreno              | Sarah-Quita Offringa  | Karin Jaggi                 | –                         | –                  |
| 2011   | –                  | Daida Ruano Moreno              | Sarah-Quita Offringa  | Sarah-Quita Offringa        | –                         | –                  |
| 2012   | –                  | Iballa Ruano Moreno             | Sarah-Quita Offringa  | Valérie Arrighetti-Ghibaudo | –                         | –                  |
| 2013   | –                  | Daida Ruano Moreno              | Sarah-Quita Offringa  | Delphine Cousin             | –                         | –                  |
| 2014   | –                  | Iballa Ruano Moreno             | Sarah-Quita Offringa  | Delphine Cousin             | –                         | –                  |
| 2015   | –                  | Iballa Ruano Moreno             | Sarah-Quita Offringa  | Sarah-Quita Offringa        | –                         | –                  |
| 2016   | –                  | Iballa Ruano Moreno             | Sarah-Quita Offringa  | Sarah-Quita Offringa        | –                         | –                  |
| 2017   | –                  | Iballa Ruano Moreno             | Sarah-Quita Offringa  | Sarah-Quita Offringa        | –                         | –                  |
| 2018   | –                  | Iballa Ruano Moreno             | Sarah-Quita Offringa  | Delphine Cousin Questel     | –                         | –                  |
| 2019   | –                  | Sarah-Quita Offringa            | Sarah-Quita Offringa  | Delphine Cousin Questel     | Delphine Cousin Questel * | –                  |
| 2021   | –                  | –                               | Sarah-Quita Offringa  | Sarah-Quita Offringa        | Marion Mortefon *         | –                  |
| 2022   | –                  | Sarah-Quita Offringa            | –                     | Marion Mortefon             | –                         | –                  |
| 2023   | –                  | Sarah-Quita Offringa            | Sarah-Quita Offringa  | Blanca Alabau               | –                         | –                  |

## Rekorde

### Weltmeistertitel gesamt
| Rang | Athlet             | Status         | Titel |
| ---- | ------------------ | -------------- | ----- |
| 1.   | / Bjørn Dunkerbeck | zurückgetreten | 39    |
| 2.   | Robby Naish        | zurückgetreten | 18    |
| 3.   | Antoine Albeau     | aktiv          | 14    |

| Rang | Athlet               | Status         | Titel |
| ---- | -------------------- | -------------- | ----- |
| 1.   | Nathalie Le Lievre   | zurückgetreten | 23    |
| 2.   | Sarah-Quita Offringa | aktiv          | 22    |
| 3.   | Daida Ruano Moreno   | aktiv          | 18    |

### Wave-Weltmeistertitel
| Rang | Athlet           | Status         | Titel |
| ---- | ---------------- | -------------- | ----- |
| 1.   | Bjørn Dunkerbeck | zurückgetreten | 7     |
| 1.   | Robby Naish      | zurückgetreten | 7     |
| 3.   | Philip Köster    | aktiv          | 5     |

| Rang | Athlet              | Status         | Titel |
| ---- | ------------------- | -------------- | ----- |
| 1.   | Daida Ruano Moreno  | aktiv          | 11    |
| 2.   | Iballa Ruano Moreno | aktiv          | 9     |
| 3.   | Natalie Siebel      | zurückgetreten | 5     |

### Freestyle-Weltmeistertitel
| Rang | Athlet             | Status         | Titel |
| ---- | ------------------ | -------------- | ----- |
| 1.   | Gollito Estredo    | aktiv          | 9     |
| 2.   | / Ricardo Campello | aktiv          | 3     |
| 3.   | Yentel Caers       | aktiv          | 2     |
| 3.   | Josh Stone         | zurückgetreten | 2     |

| Rang | Athlet               | Status         | Titel |
| ---- | -------------------- | -------------- | ----- |
| 1.   | Sarah-Quita Offringa | aktiv          | 14    |
| 2.   | Daida Ruano Moreno   | aktiv          | 5     |
| 3.   | Karin Jaggi          | zurückgetreten | 3     |

### Slalom- / Race- / Slalom-42-Weltmeistertitel
| Rang | Athlet             | Status         | Titel |
| ---- | ------------------ | -------------- | ----- |
| 1.   | / Bjørn Dunkerbeck | zurückgetreten | 14    |
| 2.   | Antoine Albeau     | aktiv          | 11    |
| 3.   | Robby Naish        | zurückgetreten | 4     |

| Rang | Athlet               | Status         | Titel |
| ---- | -------------------- | -------------- | ----- |
| 1.   | Nathalie Le Lievre   | zurückgetreten | 8     |
| 2.   | Karin Jaggi          | zurückgetreten | 7     |
| 3.   | Sarah-Quita Offringa | aktiv          | 5     |

## Austragungsorte

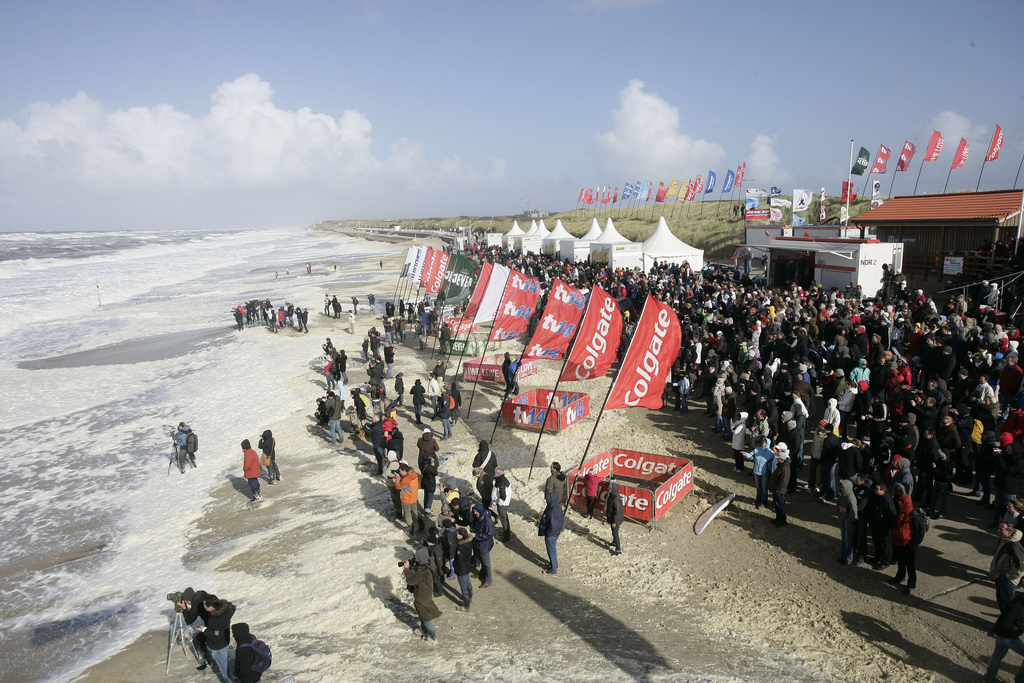
Competition Area, Brandenburger Strand auf Sylt

Die Windsurf World Tour kombiniert feste Veranstaltungsorte wie Sylt von Saison zu Saison mit neuen Zielen.
Im Folgenden sind lediglich alle World Cup Events seit 2001 aufgeführt, da sich für vorherige Events keine zuverlässigen Daten finden lassen. Ausnahmen bilden hier die Worldcups von Sylt, Maui und Torbole. Von diesen sind alle Events seit Beginn des World Cups aufgeführt.
| Ort                | Spot                               | von  | bis  | Wave | Freestyle | Slalom / Race / Slalom 42 | Kursrennen / Foil | Super-X | Indoor | Anzahl |
| ------------------ | ---------------------------------- | ---- | ---- | ---- | --------- | ------------------------- | ----------------- | ------- | ------ | ------ |
| Sylt               | Brandenburger Strand, Westerland   | 1984 | 2019 | 72   | 14        | 44                        | 15                | -       | -      | 145    |
| Maui               | Hoʻokipa                           | 1988 | 2019 | 50   | -         | 22                        | 18                | -       | -      | 90     |
| Pozo Izquierdo     | El Arenal                          | 1988 | 2019 | 38   | 13        | 4                         | -                 | -       | -      | 55     |
| Costa Calma        | Sotavento, Playa de la Barca       | 1986 | 2019 | -    | 34        | 18                        | -                 | 2       | -      | 54     |
| Ulsan              | Jinha Beach                        |      | 2019 | -    | -         | 23                        | 2                 | -       | -      | 25     |
| Sant Pere Pescador | Cortal de la Devesa, Golf de Roses | 1999 | 2019 | -    | 3         | 14                        | 3                 | 3       | -      | 23     |
| Alaçatı            | Alaçatı Surf Paradies              |      | 2015 | -    | -         | 20                        | -                 | -       | -      | 20     |
| El Medano          | Cabezo                             |      | 2019 | 18   | -         | -                         | -                 | -       | -      | 18     |
| Costa Teguise      | Cucharas                           |      | 2011 | -    | 13        | 1                         | -                 | 4       | -      | 18     |
| Kralendijk         | Sorobon Beach                      |      | 2019 | -    | 12        | -                         | -                 | -       | -      | 12     |
| Podersdorf am See  | Neusiedler See                     | 1994 | 2016 | -    | 10        | 1                         | -                 | -       | -      | 12     |
| Yokosuka           | Tsukuihama Beach                   | 1993 | 2019 | -    | -         | 6                         | 4                 | -       | -      | 10     |
| Nouméa             | Anse Vata Bay                      |      | 2019 | -    | -         | 8                         | 1                 | -       | -      | 9      |
| Agüimes            | Playa de Vargas                    | 2001 | 2004 | 6    | 2         | -                         | -                 | -       | -      | 8      |
| Klitmøller         | Cold Hawaii                        | 2010 | 2016 | 7    | -         | -                         | -                 | -       | -      | 7      |
| Hvide Sande        | Ringkøbing Fjord                   | 2016 | 2019 | -    | -         | 6                         | -                 | -       | -      | 6      |
| Plomeur            | Pointe de la Torche                | 1984 | 2016 | 3    | -         | 3                         | -                 | -       | -      | 6      |
| London             | Exhibition Centre                  |      | 2006 | -    | -         | -                         | -                 | -       | 6      | 6      |
| Leucate            |                                    |      | 2015 | -    | 3         | -                         | -                 | 2       | -      | 5      |
| Cascais            | Praia do Guincho                   |      | 2007 | 5    | -         | -                         | -                 | -       | -      | 5      |
| Torbole            | Gardasee                           | 1999 | 2002 | -    | 5         | -                         | -                 | -       | -      | 5      |
| Noord              | Fisherman's Hut                    | 1988 | 2011 | -    | 2         | 2                         | -                 | -       | -      | 4      |
| Santa Maria        | Ponta Preta do Sul                 | 2007 | 2010 | 4    | -         | -                         | -                 | -       | -      | 4      |
| Łeba               | Łeba                               |      | 2003 | -    | -         | 4                         | -                 | -       | -      | 4      |
| Castlegregory      | Mossies, Brandon Bay               |      | 2002 | 4    | -         | -                         | -                 | -       | -      | 4      |
| Viana do Castelo   | Praia do Cabedelo                  | 2018 | 2018 | -    | 1         | 2                         | -                 | -       | -      | 3      |
| Mũi Né             | Mũi Né Bay                         | 2011 | 2011 | -    | 1         | 2                         | -                 | -       | -      | 3      |
| Hyères             | Almanarre                          |      | 2010 | -    | -         | 3                         | -                 | -       | -      | 3      |
| West Dennis        |                                    |      | 2003 | -    | 3         | -                         | -                 | -       | -      | 3      |
| Marignane          | Le Jaï                             | 2019 | 2019 | -    | -         | 2                         | -                 | -       | -      | 2      |
| Crozon Morgat      | Plage de l'Aber / Plage de Goulien |      | 2015 | 2    | -         | -                         | -                 | -       | -      | 2      |
| Awaza              |                                    | 2014 | 2014 | -    | -         | 2                         | -                 | -       | -      | 2      |
| Warschau           | Warschauer Nationalstadion         |      | 2014 | -    | -         | -                         | -                 | -       | 2      | 2      |
| Ouddorp            | Kabelaarsbank, Brouwersdam         | 2013 | 2013 | -    | 2         | -                         | -                 | -       | -      | 2      |
| Reggio Calabria    | Reggio Calabria                    | 2012 | 2012 | -    | -         | 2                         | -                 | -       | -      | 2      |
| Gent               | Flanders Expo                      |      | 2006 | -    | -         | -                         | -                 | -       | 2      | 2      |
| Magdalenen-Inseln  |                                    |      | 2004 | -    | 2         | -                         | -                 | -       | -      | 2      |
| Maspalomas         | Punta de Maspalomas                |      | 2004 | -    | -         | 2                         | -                 | -       | -      | 2      |
| Paris              | Bercy Arena                        |      | 2004 | -    | -         | -                         | -                 | -       | 2      | 2      |
| Balatonvilágos     | Balaton                            |      | 2004 | -    | -         | 2                         | -                 | -       | -      | 2      |
| Tarifa             | Playa de Valdevaqueros, Laduna     |      | 2003 | -    | 2         | -                         | -                 | -       | -      | 1      |
| Essaouira          | Moulay, Zaouiet Bouzarktoune       | 2018 | 2018 | 1    | -         | -                         | -                 | -       | -      | 1      |
| Imbituba           | Ibiraquera                         |      | 2007 | 1    | -         | -                         | -                 | -       | -      | 1      |
| Tiree              | Balephuil Bay                      |      | 2007 | 1    | -         | -                         | -                 | -       | -      | 1      |
| Haifa              | Bat Galim                          | 2006 | 2006 | 1    | -         | -                         | -                 | -       | -      | 1      |
| Bol                | Zlatni Rat                         |      | 2004 | -    | 1         | -                         | -                 | -       | -      | 1      |
|                    |                                    |      |      | 213  | 122       | 193                       | 43                | 11      | 12     | 594    |